# Stenoscepa picta
Stenoscepa picta är en insektsart som först beskrevs av Bolívar, I. 1884.  Stenoscepa picta ingår i släktet Stenoscepa och familjen Pyrgomorphidae. Inga underarter finns listade i Catalogue of Life.